# Хост, Николаус Томас
Никола́ус То́мас Хост (нем. Nicolaus Thomas Host или нем. Nikolaus Thomas Host; 6 декабря 1761 — 13 января 1834) — австрийский ботаник и врач.

## Биография
Николаус Томас Хост родился в городе Флаум (современная Риека) 6 декабря 1761 года.
Хост учился в Венском университете, где одним из его преподавателей был Николаус Йозеф фон Жакен. Окончил его в 1787 году со степенью в области медицины, и в итоге стал личным врачом Франца I, императора Австрии.
Он внёс значительный вклад в ботанику, описав множество видов растений.
Николаус Томас Хост умер в 13 января 1834 года в резиденции австрийских императоров — дворце Шёнбрунн.

## Научная деятельность
Николаус Томас Хост специализировался на Мохообразных и на семенных растениях.

## Некоторые публикации
- 1797. Synopsis plantarum in Austria.
- 1801—1809. Icones et descriptions graminum austriacorum. Cuatro vols.
- 1828. Salix.
- 1831. Flora austriaca, Том 2[2].

## Почести
Род растений Hosta Moench ex Tratt. (Хоста) был назван в его честь.
В его честь были также названы следующие виды растений:
- Campanula hostii Baumg.[6]
- Chenopodina hostii Moq.[7]
- Chenopodium hostii Ledeb.[8]
- Salsola hostii Tratt.[9]
- Carex hostii (Schkuhr) Hoppe ex Kunth[10]
- Luzula hostii Desv.[11]
- Calamicromeria × hostii (Caruel) Šilić[12]
- Clinomicromeria × hostii (Caruel) Govaerts[13]
- Mentha hostii Boreau[14]
- Aira hostii Steud.[15]
- Arundo hostii Roem. & Schult.[16]
- Avenula hostii (Boiss. & Reut.) Dumort.[17]
- Brachypodium hostii Link[18]
- Deyeuxia hostii Besser ex Andrz.[19]
- Echinochloa hostii (M.Bieb.) Steven[20]
- Erianthus hostii Griseb.[21]
- Festuca hostii Schott ex Roem. & Schult.[22]
- Phleum hostii Jacq.[23]
- Aria hostii Carrière[24]
- Hahnia hostii Dippel[25]
- Pyrus hostii Hort. ex K.Koch[26]
- Rosa hostii Heinr.Braun[27]
- Sorbus hostii Heynh.[28]
- Salix × hostii A.Kern.[29]
- Saxifraga hostii Tausch[30]
- Veronica hostii Moretti[31]
- Tilia hostii Opiz[32].